# Konstytucja Bułgarii

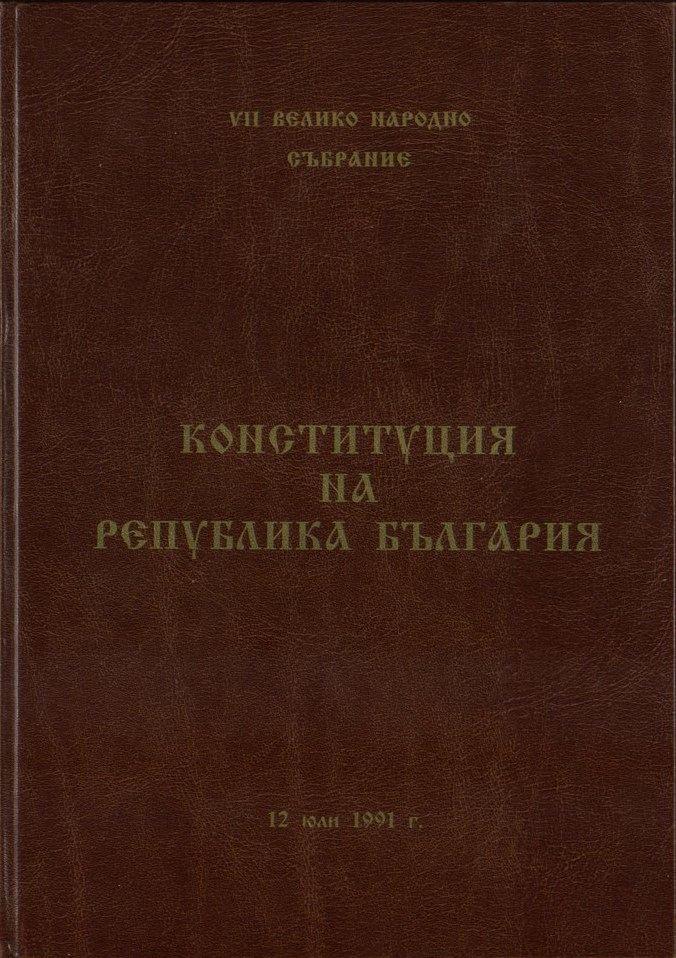
Konstytucja Bułgarii

Konstytucja Bułgarii została uchwalona 12 lipca 1991 r. i określała generalne zasady systemu politycznego współczesnej Bułgarii. Twórcom ustawy zasadniczej, jak głosi preambuła, przyświecała idea poszanowania „wartości ogólnoludzkich: wolności, pokoju, humanizmu, równości, sprawiedliwości i tolerancji […]” a także praw jednostki i ochrona jedności narodowej i państwowej Bułgarii. Celem konstytucji jest „[…] stworzenie państwa demokratycznego, prawnego i socjalnego […]”.
W trakcie uchwalania konstytucji przed parlamentem protestowały setki osób, a budynek był otoczony kordonem policji. W głosowaniu nie uczestniczyło ponad 20 posłów opozycji, którzy protestując przeciwko nowej konstytucji prowadzili strajk głodowy.
Obowiązująca Konstytucja Bułgarii z 12 lipca 1991 r. składa się z dziesięciu rozdziałów:
- I – Zasady podstawowe
- II – Podstawowe prawa i obowiązki obywateli
- III – Zgromadzenie Narodowe
- IV – Prezydent Republiki
- V – Rada Ministrów
- VI – Władza sądownicza
- VII – Samorząd lokalny i administracja lokalna
- VIII – Sad Konstytucyjny
- IX – Zmiana i uzupełnienie Konstytucji. Uchwalenie nowej Konstytucji
- X – Godło, pieczęć, flaga, hymn, stolica

W swoich założeniach jest zbliżona i nawiązuje do obecnie funkcjonującego modelu konstytucjonalizmu, który jest przyjęty w ugruntowanych demokracjach zachodnioeuropejskich.
Dokonując analizy rozdziału 1 Konstytucji, można stwierdzić, ze ustrój Bułgarii oparty został na zasadach: suwerenności narodu, państwa prawnego, pluralizmu politycznego, podziału władzy i republikańskiej formy państwa.
Zasadę suwerenności narodu znajdujemy w art. 2 ust. 2. Stanowi on, że cała władza pochodzi od ludu i wykonywana jest w sposób bezpośredni lub pośredni przez pochodzące z wyborów powszechnych organy konstytucyjne. Zasada suwerenności determinuje obowiązek działania przedstawicieli zgodnie z interesem ogółu społeczeństwa, a nie partykularnych grup interesu.
Zasadę państwa prawnego wyraża art. 4 Konstytucji. Nie może być ona odczytywana wyłącznie w aspekcie formalnym. Art. 4 ust.2 określa, ze Republika Bułgarii zabezpiecza godność, prawa człowieka oraz stwarza podstawy do rozwoju społeczeństwa obywatelskiego. 
Natomiast zasadę pluralizmu życia politycznego zawiera art. 11 Konstytucji: „Życie polityczne w Republice Bułgarii oparte jest na zasadzie pluralizmu politycznego. Partie polityczne uczestniczą w kształtowaniu i wyrażaniu woli państwowej” Konstytucja wyraźnie oddziela tę funkcję partii politycznej od funkcji innych stowarzyszeń. Zgodnie z art. 12 ust 2 stowarzyszenia inne niż partie polityczne nie mogą sobie stawiać celów politycznych oraz uprawiać działalności politycznej.
W konstytucji Bułgarii znajduje się przepis, który ma zapobiegać dominacji jednej partii politycznej. Bułgarzy pomni negatywnych doświadczeń z reżimem komunistycznym zawarli w art. 11 ust. 2 zapis, ze żadna partia polityczna i ideowa nie może zostać uznana za państwową. Konstytucja zabrania także tworzenia partii na podstawie etnicznej, rasowej lub wyznaniowej (art. 11 ust. 4)
Ustawa zasadnicza z 12 lipca 1991 r. określa w art. 1 ust. 1 formę ustroju państwa, stanowi on, że: „ Bułgaria jest republiką o systemie parlamentarnym”. W następnych artykułach wyrażono bezpośrednio zasadę podziału władzy. Władza dzieli się więc na ustawodawczą, wykonawczą i sądowniczą. Władzę ustawodawczą sprawuje Zgromadzenie Narodowe – jednoizbowy parlament, składający się z 240 deputowanych wybieranych na 4-letnią kadencję, władzę wykonawczą zaś Rada Ministrów i Prezydent (dualistyczna egzekutywa). Zgodnie z przepisami Konstytucji rząd kieruje i realizuje wewnętrzną i zagraniczna politykę państwa. Drugi człon egzekutywy stanowi Prezydent, wybierany w wyborach powszechnych i bezpośrednich, posiadający ograniczone kompetencje. W procesie ustawodawczym posiada on jedynie prawo weta zawieszającego, które może być przełamane przez parlament. Jest także zwierzchnikiem Sił Zbrojnych.
Rozdział VI Konstytucji zawiera postanowienia dotyczące władzy sądowniczej. Wymiar sprawiedliwości sprawują niezawisłe sądy – Sąd Najwyższy, Sąd Kasacyjny, Najwyższy Sąd administracyjny oraz sądy apelacyjne i dystryktowe. Instytucją zapewniającą gwarancje przestrzegania zasady niezawisłości sadowej jest Najwyższa Rada Sądownicza posiadająca kompetencje w zakresie powoływania i odwoływania sędziów i prokuratorów. W 1991 r. powołano Sąd Konstytucyjny – organ o charakterze quasi sądowym. Postanowienia regulujące działalność Sądy Konstytucyjnego znajdują się w rozdziale VIII Konstytucji. Nie sprawuje on wymiaru sprawiedliwości, jest jedynie wyspecjalizowanym organem powołanym przede wszystkim do kontroli konstytucyjności prawa. Kompetencje Sadu Konstytucyjnego określa 149 art. Konstytucji.